# Горбунов Олександр Володимирович
Олександр Володимирович Горбунов (нар. 13 лютого 1969, Кіровоград, УРСР) — український політик, Народний депутат України VIII скл., громадський діяч, радник Міністра фінансів України, підприємець, президент Федерації спортивного туризму України.

## Освіта
- Кіровоградський технічний університет, спеціаліст із менеджменту організацій (1997—2003).
- Кіровоградський Відкритий міжнародний університет розвитку людини «Україна», юрист (1998—2001).
- Магістратура Кіровоградського національного технічного університету, магістр з менеджменту організацій (2003—2004).
- Кандидат економічних наук.

## Трудова діяльність
- У 1986—1987 та 1989—1990 — збирач виробів з деревини Кіровоградського виробничого швейного об'єднання.
- З листопада 1987 р. по жовтень 1989 р. — служба в лавах Збройних сил СРСР.
- З червня по вересень 1990 р. — тренер-викладач з рукопашного бою Військово-патріотичного об'єднання «ВОЇН» Творчого об'єднання молоді «ТОМ».
- З вересня 1990 р. по січень 1991 р. — керівник Військово-патріотичного об'єднання «ВОЇН» Творчого об'єднання молоді «ТОМ».
- З січня 1991 р. по квітень 1992 р. — директор Малого державного підприємства "Центр фізичного і духовного вдосконалення «Цунамі».

- З квітня 1992 р. по вересень 1993 р. — директор виконавчої дирекції Кіровоградського відділення Фонду соціальної адаптації молоді України.
- З квітня 1992 р. по травень 1996 р. — заступник директора із зовнішньоекономічних зв'язків фірми «Смальта».
- З травня 1996 р. по січень 1997 р. — комерційний директор ТОВ «С. С. Ж.»
- З січня 1997 р. по серпень 1997 р. — комерційний директор ВКФ «Елва».
- З серпня 1997 р. по червень 2000 р. — комерційний директор приватного підприємства «Сенс-Агро».
- З липня 2000 р. — комерційний директор ТОВ "Фірма «СД Лтд».
- З 25 жовтня 2014 року по 29 серпня 2019 року — народний депутат України VIII скликання (обраний по багатомандатному виборчому округу від Політичної партії «НАРОДНИЙ ФРОНТ»).
- Як народний депутат входив до комітету з питань бюджету, голова підкомітету з питань видатків бюджету.
- Член Міжвідомчої комісії з питань державних інвестиційних проєктів.
- Член Міжвідомчої робочої групи по реформуванню системи забезпечення житлом військовослужбовців ЗСУ.
- Голова міжвідомчої комісії з фінансування проєктів соціально-економічного розвитку окремих територій.
- Заступник керівника групи з міжпарламентських зв'язків з Швецією, член груп із зв'язків з США, Німеччиною, Канадою, Норвегією, КНР.
- З жовтня 2020 року — депутат Кіровоградської обласної ради, голова фракції.

## Політична діяльність
- 2010 — Кропивницька міська рада VI скл., партія «Фронт змін», № 1 у списку, обраний депутатом;
- 2012 — Верховна рада VII скл., партія «Батьківщина», № 178 у списку, не обраний;
- 2014 — Верховна рада VIII скл., партія «Народний фронт», № 41 у списку, не обраний;
- Очолював у Кіровограді виборчий штаб кандидата в президенти України Петра Порошенка[2]
- 2019 — Верховна рада XIX скл., самовисуванець, мажоритарний округ 99, не обраний;
- 2020 — Кіровоградська обласна рада VIII скл., партія «За майбутнє», обраний депутатом;
- 2020 — Кропивницька міська рада VII скл., партія «За майбутнє», № 1 у списку, не обраний.[3]

## Громадська діяльність
- Президент Федерації спортивного туризму України з 15 січня 2022 року
- Президент «Асоціації бойових мистецтв» Кіровоградської області;
- Голова відокремленого підрозділу ГО «Українська федерація учнівського спорту» в Кіровоградській області;
- Співзасновник громадської організації «Кіровоградська обласна громадська організація „Спільний дім“»
- Автор та ініціатор національного мистецького фестилю «Кропивницький» («КропФест»).
- Ініціатор щорічних міжконфесійних молитовних сніданків у Кропивницькому
- Ініціатор масових щорічних заходів для велоспільности.
- Автор та ініціатор щорічного загальношкільного проекту «Спортивна нація — здорова нація».
- Автор книги "Кропивницький: операція «Декомунізація».

## Критика
- Під час роботи народним депутатом пролобіював в уряді ремонт доріг навколо ресторану своєї дружини в Кропивницькому «Тихая гавань» на 6 млн грн, коли був членом бюджетного комітету.[4][5][6][7]
- Після виходу сюжету про це, позивався на телекомпанію «TTV» з вимогою видалити сюжет.[8] Також позивався на депутата Кіровоградської міськради Михайла Демченка та на видання «Наше місто і село» з вимогою сплатити 100 тис. грн компенсації за моральну шкоду[9].

- У Верховній раді кілька разів був помічений за кнопкодавством та відсутністю на засіданнях[10][11]

## Нагороди
- Медаль «За жертовність та любов до України» від патріарха Філарета, УПЦ КП
- Відзнака виконавчого комітету Кіровоградської міської ради «За заслуги» ІІ ст.
- Орден «Святителя і чудотворця Миколая» від Митрополита ПЦУ Епіфанія